# Toejoki

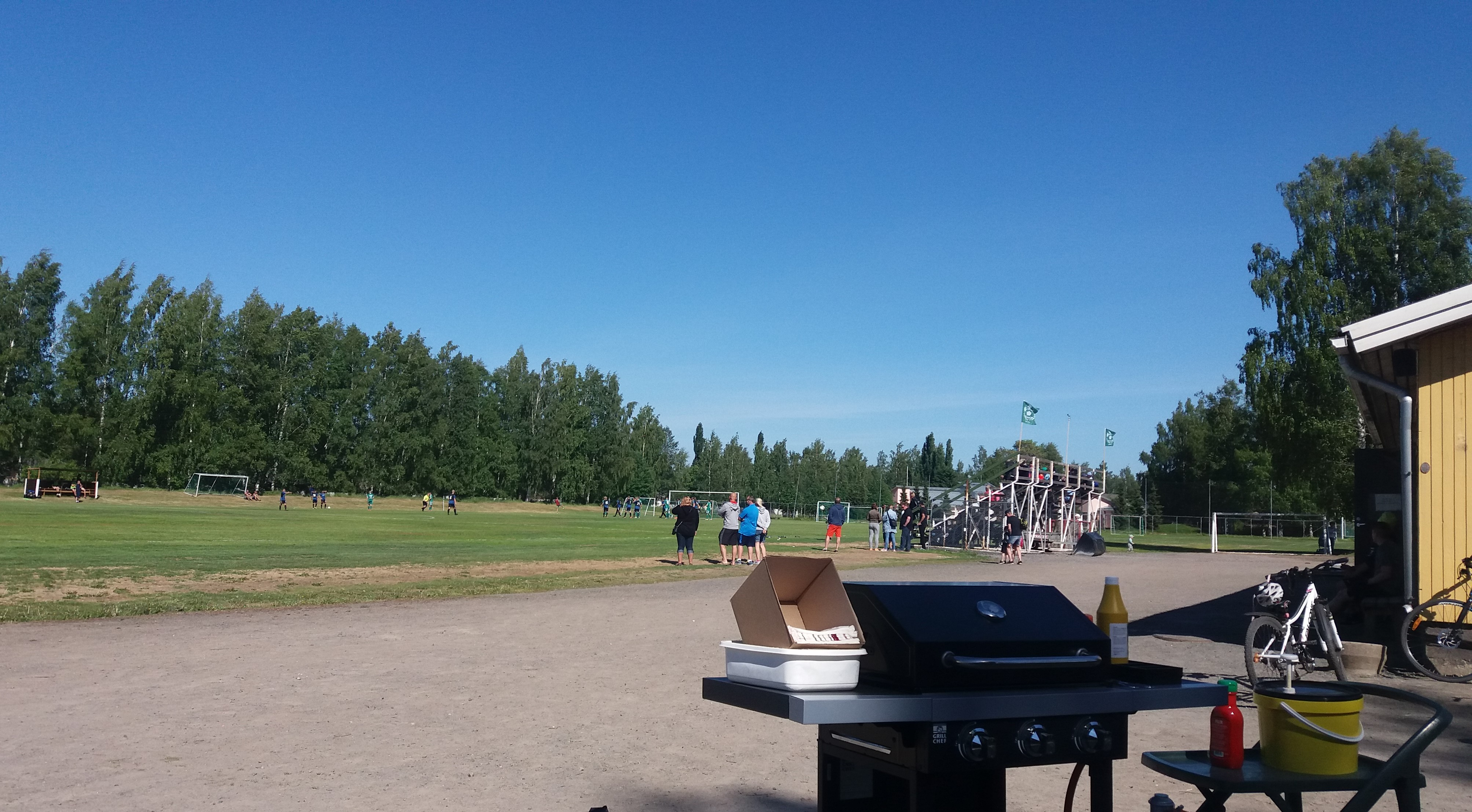
Fotbollsplan i Toejoki.

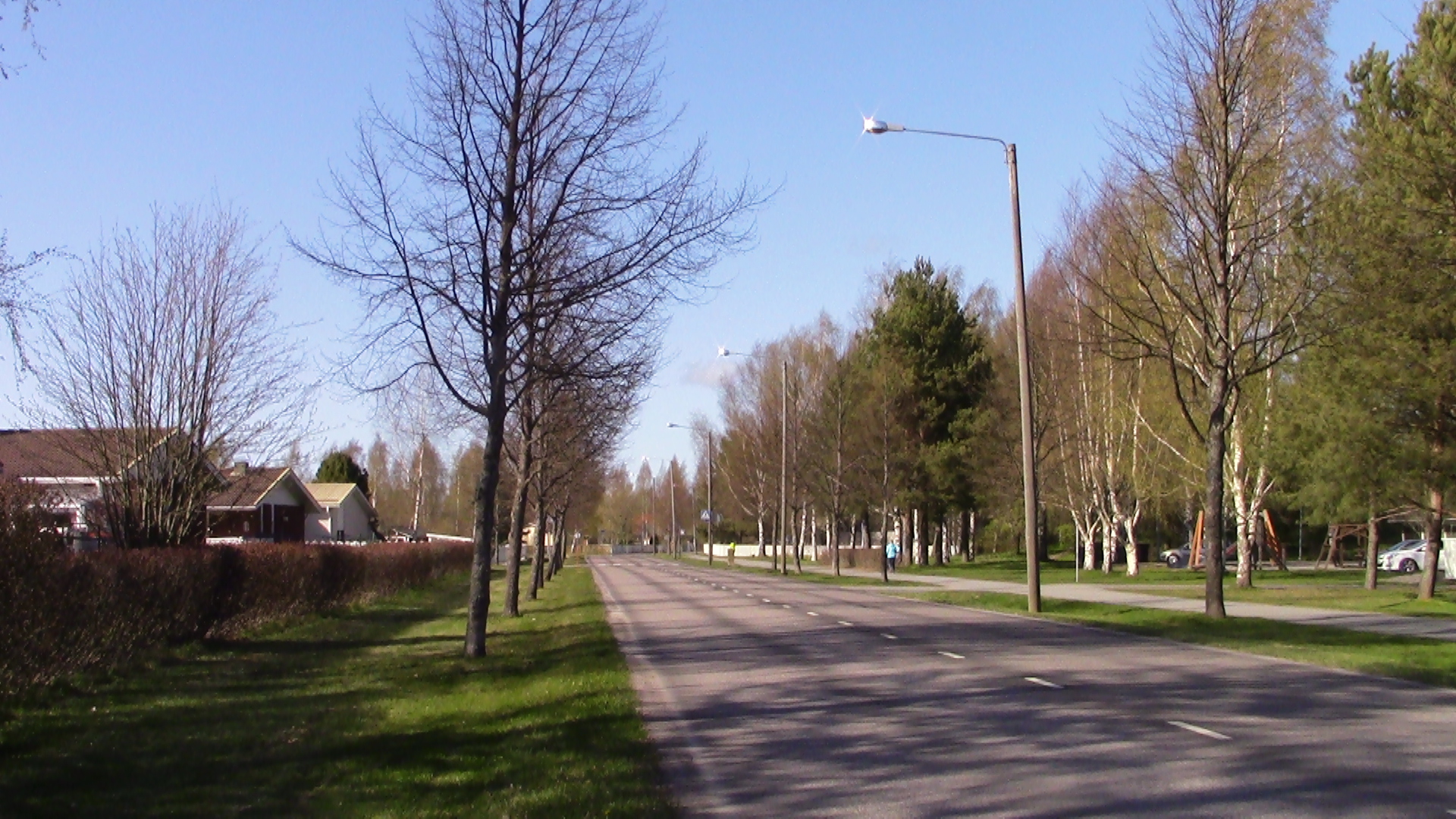
Pappilaesplanaden i Toejoki.

Toejoki är en stadsdel (nr 52) i Björneborg, Finland. Stadsdelen ligger norr om Kumo älv. Den är omgiven av följande stadsdelar: Hjulböle, Rosnäs och Tuulikylä (inofficiellt på svenska ungefär Vindbyn), Murtonens krök, Storsand och Borgmästarholmen. Stadsdelen har fått sitt namn av den grunda Toejoki å som flöt förr i tiden genom området. Ån har senare fyllts igen. Det finska namnet kommer från små dammar som byggdes för att fånga fisk. Ån har inte haft någon svenskspråkig namnform.

## Uppkomst
Bostadsområdet växte upp i slutet av 1800-talet utanför staden i de västliga delarna av Härpö by i Ulvsby socken. Under industrialiseringen i Finland var det vanligt att sådana områden uppstod spontant utan planering. Ett av de mera kända är Pispala i Tammerfors. Byggandet var oregelbundet, husen små och på många sätt dåliga bostäder, som helt saknade kommunalteknik. I Toejoki var dricksvattnet ett problem. Vatten fanns det gott av men det var inte drickbart. Närmaste brunn fanns på andra sidan älven i Björneborgs centrum.
Arbetarföreningarna speciellt i Ulvsby började kräva samhällsåtgärder för att förbättra bostadsförhållandena för arbetarna. En förordning om detta gavs 1896. Förhoppningarna uppfylldes inte. Befolkningen i Toejoki växte och problemen växte. Statsmakten trodde att en anslutning till Björneborgs stad skulle lösa problemen med Toejoki. Men befolkningen både i staden och i Toejoki kämpade mot anslutning under tjugo års tid.

## Utveckling
År 1952 anslöts ändå Toejoki till staden som stadsdel nummer 52. Behovet av planläggning och kommunalteknik blev avgörande. Den viktigaste frågan blev ändå vad man skulle göra med ån. Några ansåg att den skulle bevaras och stensättas. Men år 1965 hade ån fyllts igen. Toejoki strandgata med sina parker följer den gamla å-fåran. En liten del av å-fåran finns ännu kvar vid Ringgränd (Kehäkuja) och Korsådrans väg (Ristijuovantie).
Området utvidgades med ny bosättning på 1970- och 1980-talen och har blivit ett uppskattat bostadsområde.